# Râul Valea Socilor, Runcu
Râul Valea Socilor este un curs de apă, afluent al râului Runcu. 